# Křížová studánka (Zahrádka)
Křížová studánka (též Křižná studánka či Husitská studánka) se nachází na úbočí Šafranice u dnes zaniklé obce Zahrádka v okrese Havlíčkův Brod.

## Historie
Podle pramenů se v lesích u studánky často procházel misionář Václav Hanzeli, zastavoval se u studánky a její vodou si nechával léčit své nemocné oči. Ze vděčnosti nechal nad studánkou roku 1741 vztyčit kříž a po jeho stranách sochy Panny Marie a sv. Víta, které byly vyrobeny z dubového dřeva. Kříž i sochy stály mezi dvojicí lip, přičemž levá lípa se zachovala do současnosti a její stáří bývá odhadováno na 300 let. V roce 1742 byla nad studánkou postavena kaplička, o jejíž výzdobu se postaral malíř Josef Svoboda z Lukavce. V roce 1845 byl dřevěný kříž nahrazen kamenným. Pro velký počet návštěvníků byla původní dřevěná kaple nahrazena kamennou. Stavbu provedl V. H. Křišta. V roce 1912 nechala Zahrádka kapli na svoje náklady opravit. V roce 1932 došlo ke stažení části místních pramenů do vodojemu a vodovodem byly odtud vedeny do města.
V současné době se sem pravidelně konají poutě - v červenci pořádaná Československou církví husitskou, v srpnu katolická.